# Nigella unguicularis
Nigella unguicularis là một loài thực vật có hoa trong họ Mao lương. Loài này được (Poir) Spenn. mô tả khoa học đầu tiên năm 1829.